# Aulacodiscaceae
Famille
Les Aulacodiscaceae sont une famille d'algues de l'embranchement des Bacillariophyta (Diatomées), de la classe des Coscinodiscophyceae et de l’ordre des Coscinodiscales.

## Étymologie
Le nom de la famille vient du genre type Aulacodiscus, composé du préfixe aulac-, du grec αυλαξ / avlax, « sillon, replis », et du suffixe -discus, du grec δισκος / diskos), disque, littéralement « disque sillonné », en référence à la forme circulaire de la diatomée et des sillons qui semblent rayonner à partir du centre des valves.

## Description
Le genre type Aulacodiscus se présente sous la forme de cellules solitaires, circulaires en vue valvulaire avec des processus marginaux bien visibles. Oblong tronqué en vue de la ceinture avec les processus marginaux saillants. La valve présente une zone hyaline bien visible au centre à partir de laquelle rayonnent des rangées d'aréoles loculées. La surface de la valve est souvent ondulée. Rimoportulae marginale, complexe, s'ouvrant extérieurement soit par un tube, soit sur un capuchon s'étendant vers le centre de la valve. Dans les formes coiffées, les processus ont souvent des fentes « en forme de fourche ».

## Distribution
Le genre type Aulacodiscus est marin et vit associé aux sédiments côtiers et parfois attaché aux grains de sable. Il s'agit d'un très vaste genre, principalement fossile, remontant au Crétacé et présentant une diversité considérable de formes de valves et de rimoportulesAlgaeBase (28 juin 2022).

## Liste des genres
Selon AlgaeBase (28 juin 2022) :
- Aulacodiscus Ehrenberg, 1844   genre type
- Pentapodiscus Ehrenberg, 1843
- Pyrgodiscus Kitton ex Cleve, 1885
- Schuettia De Toni, 1894
- Temperella Forti, 1914
- Tetrapodiscus Ehrenberg, 1843
- Tripodiscus Ehrenberg, 1840

## Systématique
Le nom correct complet (avec auteur) de ce taxon est Aulacodiscaceae (Schütt) Lemmermann, 1903.